# Þorsteinn Ásgrímsson
Þorsteinn tjaldstæðingur Ásgrímsson (Thorstein, n. 962) fue un vikingo de Telemark, que emigró a Islandia tras graves enfrentamientos con partidarios del rey Harald I de Noruega que pretendían forzar a los bóndi a pagar impuestos para la corona, algo inaudito en una sociedad acostumbrada al trato de iguales entre caudillos. Su padre Ásgrímur Úlfsson (n. 930), fue asesinado por uno de los hombres de Harald llamado Þórorm, que también era su tío, por negarse a someterse y al regreso de sus expediciones vikingas Þorsteinn atacó al asesino y quemó su hacienda en venganza. Tras el suceso, escapó a Islandia donde buscaron un asentamiento en Rangárvallasýsla acompañado de su hermano Þorgeir Ásgrímsson y su hermana Þórlaug (n. 964). Su apodo está relacionado con el emplazamiento de su hacienda en Tjaldstæðing.

## Herencia
Þorsteinn se casó dos veces según las crónicas contemporáneas:
En primeras nupcias con Þuríður Gunnarsdóttir (n. 967) de Tjaldstæding, y de esa relación nacieron cuatro hijos: Gunnar (n 989), Þórhalli (n. 991), Jósteinn (n. 993) y una hembra, Jórunn Þorsteinsdóttir (n. 995). 
En segundas nupcias con Þuríður Sigfúsdóttir (n. 970) de Hlíð, y de esa relación nacieron otros cuatro hijos: Skeggi (n. 997), y tres hembras Þorkatla (n. 999), Rannveig (n. 1001) y Arnóra (n. 1003).